# Enni Rukajärvi
Enni Eriika Rukajärvi (Kuusamo, 13 mei 1990) is een Finse snowboardster. Ze vertegenwoordigde haar vaderland op de Olympische Winterspelen 2014 in Sotsji en op de Olympische Winterspelen 2018 in Pyeongchang.

## Carrière
Bij haar wereldbekerdebuut, in november 2010 in Saas-Fee, scoorde Rukajärvi direct haar eerste wereldbekerpunten. In 2011 won Rukajärvi goud op het onderdeel slopestyle tijdens de Winter X Games. Op de FIS wereldkampioenschappen snowboarden 2011 in La Molina veroverde de Finse de wereldtitel op het onderdeel slopestyle, in de halfpipe eindigde ze op de eenentwintigste plaats. In Oslo nam Rukajärvi deel aan de WSF wereldkampioenschappen snowboarden 2012, op dit toernooi sleepte ze de bronzen medaille in de wacht op het onderdeel slopestyle. Op 16 maart 2013 boekte de Finse in Špindlerův Mlýn haar eerste wereldbekerzege. Tijdens de Olympische Winterspelen van 2014 in Sotsji veroverde ze de zilveren medaille op het onderdeel slopestyle.
Op de FIS wereldkampioenschappen snowboarden 2017 in de Spaanse Sierra Nevada behaalde Rukajärvi de zilveren medaille op het onderdeel big air. Tijdens de Olympische Winterspelen van 2018 in Pyeongchang sleepte de Finse de bronzen medaille in de wacht op het onderdeel slopestyle, daarnaast eindigde ze als zestiende op het onderdeel big air.
In Park City nam ze deel aan de FIS wereldkampioenschappen snowboarden 2019. Op dit toernooi eindigde ze als tiende op het onderdeel slopestyle.

## Resultaten

### Olympische Winterspelen
| Jaar | Plaats      | Resultaten               |
| ---- | ----------- | ------------------------ |
| 2014 | Sotsji      | Slopestyle               |
| 2018 | Pyeongchang | 16e Big air · Slopestyle |

### Wereldkampioenschappen
| FIS  | FIS           | FIS                       |
| Jaar | Plaats        | Resultaten                |
| ---- | ------------- | ------------------------- |
| 2011 | La Molina     | Slopestyle · 21e Halfpipe |
| 2017 | Sierra Nevada | Big air                   |
| 2019 | Park City     | 10e Slopestyle            |

| WSF  | WSF    | WSF        |
| Jaar | Plaats | Resultaten |
| ---- | ------ | ---------- |
| 2012 | Oslo   | Slopestyle |

### Wereldbeker
Eindklasseringen
| Seizoen   | Algm | HP  | SS     | BA  |
| --------- | ---- | --- | ------ | --- |
| 2010/2011 | 46e  | 41e | –      | –   |
| 2012/2013 | 15e  | –   | Zilver | –   |
| 2013/2014 | 32e  | –   | 14e    | –   |
| 2016/2017 | 5e   | –   | 4e     | 12e |
| 2017/2018 | 33e  | –   | 37e    | 17e |
| 2018/2019 | 43e  | –   | 35e    | 16e |

Wereldbekerzeges
| Datum            | Plaats          | Onderdeel  |
| ---------------- | --------------- | ---------- |
| 16 maart 2013    | Špindlerův Mlýn | Slopestyle |
| 20 januari 2017  | Laax            | Slopestyle |
| 27 januari 2017  | Seiser Alm      | Slopestyle |
| 25 augustus 2019 | Cardrona        | Big air    |